# Lenkwaffe RSA

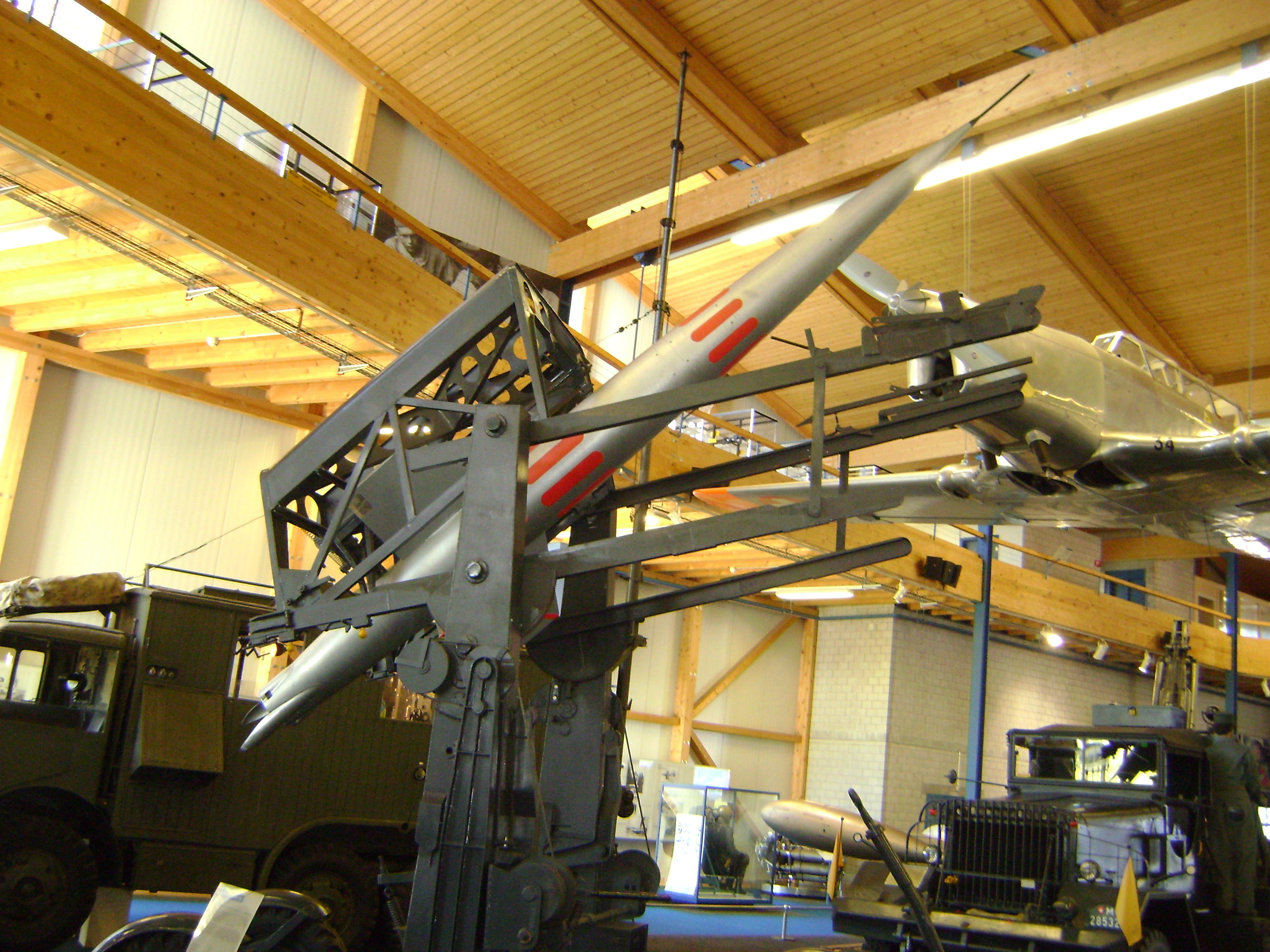
RSA-Lenkwaffe in Startlafette

Die Lenkwaffe RSA war eine Schweizerische leitstrahlgesteuerte Flugabwehrrakete.

## Geschichte
Die Lenkwaffe RSA und ihre Startlafette wurden von 1946 bis 1958 von den Schweizer Herstellern Oerlikon-Bührle und Contraves entwickelt. Kurz nach Ende des Zweiten Weltkriegs begann die Eigenentwicklung von Fliegerabwehrlenkwaffen in Zürich. Die durch einen Leitstrahl gelenkte Rakete verwendete Salpetersäure und Kerosin als Treibstoff, Stickstoff diente als Treibgas. Die kardanisch schwenkbare Brennkammer erlaubte Schubvektorsteuerung bei hoher Überschallgeschwindigkeit.
Der Werfer wurde für Versuchsschiessen in Walenstadt, S-chanf, dem Oberalppass, in den Vereinigten Staaten und Frankreich eingesetzt. Die Vereinigten Staaten kauften einige dieser Lenkwaffen, um daraus Erfahrungen für die eigene Luftabwehrlenkwaffenentwicklung zu gewinnen. Oerlikon-Bührle schuf mit dieser Lenkwaffe die Basis für die Entwicklung des Lenkwaffensystems RSC/D.
Eine Lenkwaffe RSA auf ihrer Startlafette  und das auf einer Lafette der 34 mm Flab Kan aufgebaute Zielfolgeradar und Leitstrahlsender sind im Flieger-Flab-Museum Dübendorf ausgestellt.

## Technik
- Lenkwaffe
- Länge = 6 m
- Durchmesser = 40 cm
- Spannweite = 140 cm
- Startgewicht = 400 kg
- Geschwindigkeit =  Mach 1,8
- Aufbau :Aluminiumzelle mit 4 Deltaflügeln enthaltend Lenkempfänger, Treibstofftanks, Kriegskopf (oder Telemetrie & Fallschirmzeile), Stickstoff-Druckbehälter,  Brennkammer und Steuerservo.

- Werfer
- Fahrgestell der 34 mm Flab Kanone 38
- Länge = 6,5 m
- Breite = 2,0 m
- Höhe Fahrbereit =  1,5 m
- Gewicht ohne Lenkwaffe = ca. 4 t

## Zielfolgeradar und Leitstrahlsender
Das auf einer Lafette der 34 mm Flab Kanone 38 aufgebaute Zielfolge- und Beleuchtungsradar verfügt über ein dreiachsiges Richtsystem für die Zielfolgeantenne und den Leitstrahlsender, es kann daher Ziele "über Kopf" präzise verfolgen. Die Lenkwaffe steuert sich ins Zentrum des Leitstrahles. Es wurde von der Contraves AG und der BBC hergestellt.
Zielfolgesystem mit Conical Scan Radar und Parabolantenne.
Leitstrahlsender mit rotierendem Primärstrahler ohne Reflektor.
Elektronischer Antrieb der drei Richtgerät Achsen.
- Breite: 2 m
- Höhe fahrbereit: 3,5 m
- Höhe Schussbereit: 4 m
- Gewicht: 4 t

## Bilder

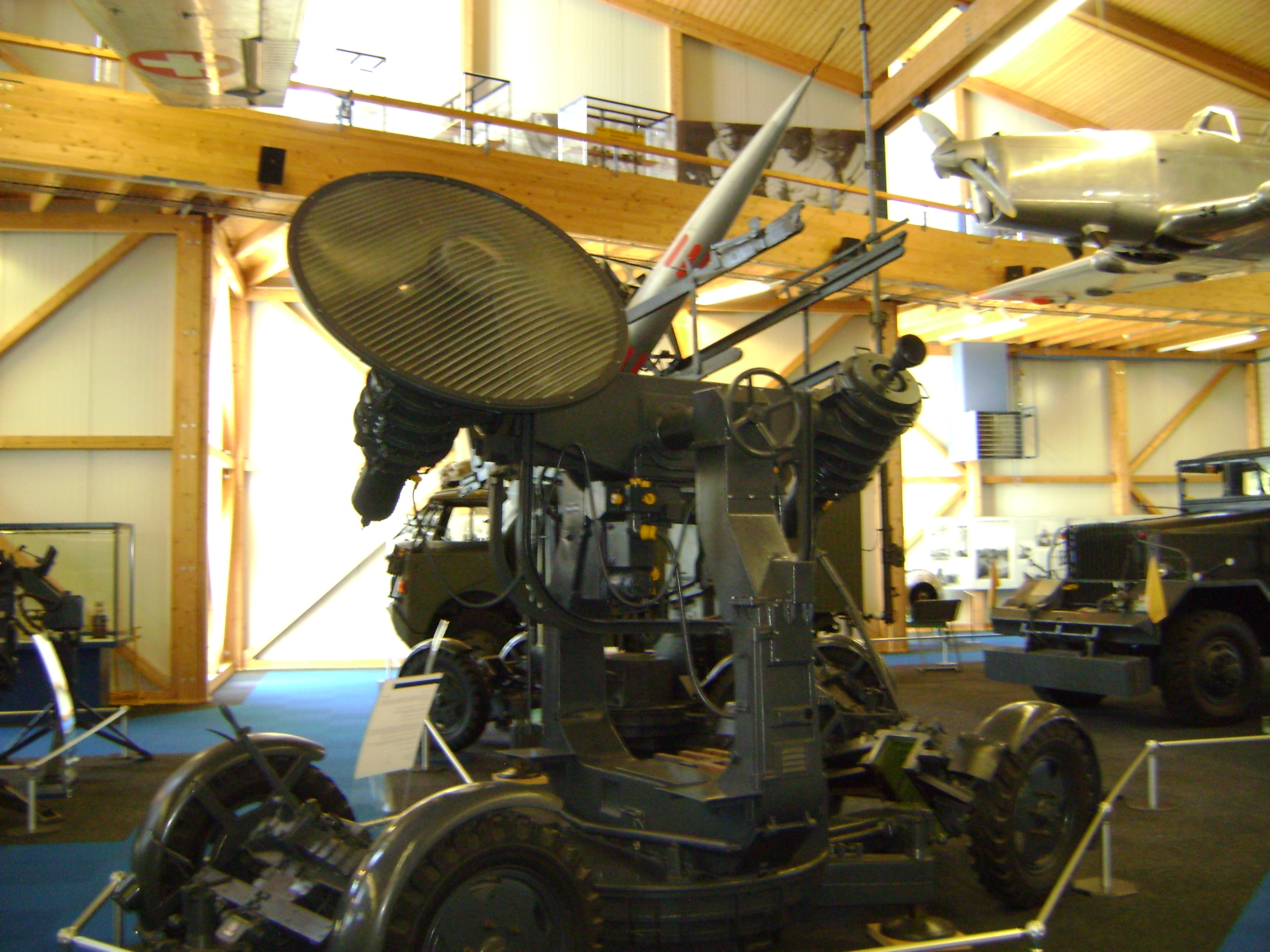
Leitstrahlsender
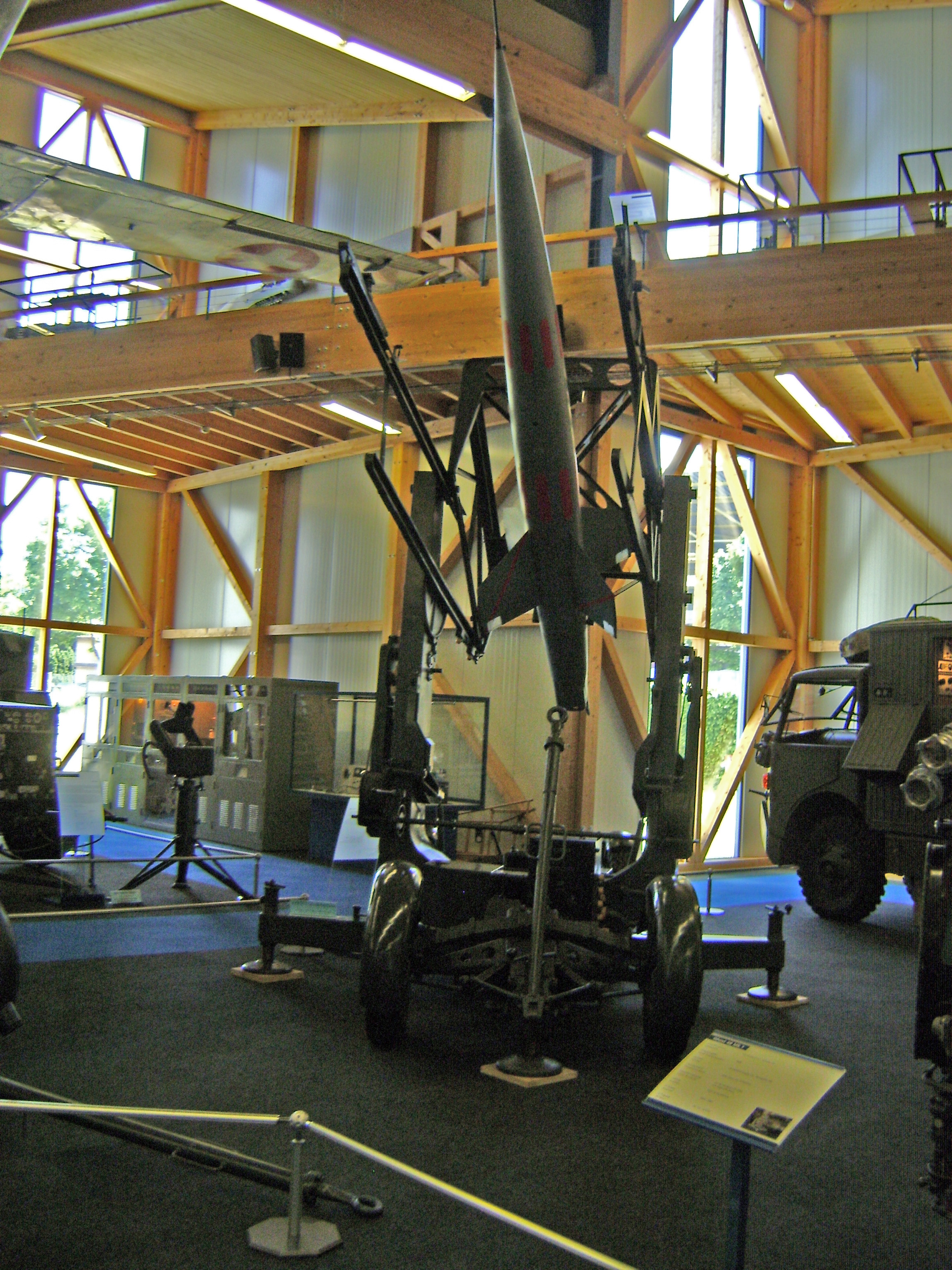
Lenkwaffe auf Startlafette